# المعهد العالي للعلوم التطبيقية والتكنولوجيا بقابس
المعهد العالي للعلوم التطبيقية والتكنولوجيا بقابس هو معهد الدراسات التحضيرية بقابس و هو إحدى المؤسسات العليا التابعة لجامعة قابس. طبقا لأرقام السنة الدراسية 2007-2008 يدرس بها 1388 طالبا من بينهم 501 طالبة.

## الإدارة
- المدير: بلبابة الغودي
- الكاتب العام: سعيد علجان